# Битка на Трешњици
Битка на Трешњици вођена је 2. новембра 1941. године између партизанских и четничких одреда и била је прва већа борба између четника и партизана. Ова битка представља отпочињање отвореног сукоба између формација под командом Јосипа Броза Тита и пуковника Драгољуба Михаиловића и подразумева престанак двомесечне делимичне сарадње између партизанског и равногорског четничког покрета на подручју западне и централне Србије.
Напад, који је отпочео 31. октобра 1941. и интензивирао се у првим данима новембра, уследио је само неколико дана након преговора највиших представника партизанског и равногорског штаба, односно Тита и Михаиловића, у Брајићима, 26. октобра 1941. Нападу на партизанску територију која гравитира граду Ужицу претходи отпочињање преговора између представника четничке Врховне команде и представника немачког Вермахта у Београду.
Неуспех општег четничког напада на Ужице, односно претрпљени војни пораз у првој фази отпочињања четничко-партизанских борби новембра 1941, приморао је четнике да се повуку у Пожегу. Партизани су заузели овај град већ 3. новембра 1941. Истовремено, док су се водиле борбе око Пожеге, Михаиловић је наредио напад на партизане у Чачку, након чега је 7-8. новембра 1941. уследио још један покушај четничког напада на Ужице који се такође окончао неуспехом. Борбе око Чачка окончане су 8. новембра 1941. четничким поразом. Истовремено, 7-8. новембра четници су успели да остваре потпуну контролу над Горњим Милановцем. Партизанске снаге, пошто су одбиле напад четника на Ужице и Чачак, продужиле су дејства против четничких снага које су се повлачиле ка Равној гори, и стезале обруч око Михаиловићевог штаба. На Михаиловићеву молбу, Врховни штаб НОПОЈ је обуставио партизанске акције против четника, што је онемогућило извесни тешки пораз четничких снага.
У међувремену Михаиловић се сусрео са представницима немачког окупатора на састанку у Дивцима, покрај Ваљева, 11. новембра 1941. Напад четника на партизане новембра 1941. карактеристичан је и по првим забележеним масовним злочинима припадника формација под командом Драже Михаиловића над заробљеним партизанима и симпатизерима партизанског покрета. Такође, ови догађаји су карактеристични и по предаји заробљених партизана Немцима.

## Позадина
Повод за коначни обрачун снага комунистичког и монархистичког блока биле су оружане чарке које су уследиле много раније као и немогућност и једних и других да се споразумеју по питању заједничке борбе. Највећи противник том споразуму била су различита идејно-политичка гледишта обе стране.
Тито се 20. октобра обратио Михаиловићу писмом које је садржавало дванаест тачака, у намери да изглади настале неспоразуме. Уговорен је и састанак између њега и Михаиловића 27. октобра у селу Брајићи, близу Равне горе. На састанку у Брајићима се прво дискутовало о четири предлога, по два са сваке стране. Партизани предлози су били да се настави заједничка оружана борба против окупационе војске, без обзира на посљедице, и да пуковник Михаиловић пређе у партизански Врховни штаб као начелник штаба. Четничка стране је предлагала да се партизански одреди ставе под Михаиловићеву команду и да се против окупатора изводе само оне акције које заговарају и изводе четници. Обе стране су покушавале наметнути своје ставове о тактици и хтеле стећи пуну контролу над оружаним одредима друге стране, па никакав споразум није постигнут. Четници нису прихватили ни Титове предлоге о извођењу заједничких војних операција против Немаца и квислиншких снага, заједничко снабдевање трупа, организацију народноослободилачких одбора партизанске и четничке формације попуњавају добровољно, а не мобилизацијом. На састанку су постигнути споразуми о мање важним стварима, међу којима су избегавање међусобне борбе, слобода кретања по ослобођеној територији и да партизани четницима преда око 1.200 пушака произведених у партизанског фабрици у Ужицу, као и део новца пронађеног у трезору банке у Ужицу. Михаиловић није дозволио састанку присуствује и британски капетан Бил Хадсон, који је два дана раније стигао на Равну гору из Ужица.
Могуће је да се Михаиловић већ тада био одлучио да нападне партизане, али како му Британци још увек нису почели да шаљу помоћ, био је приморан затражити је од Немаца. У Београду су се 28. октобра Михаиловићеви делегати, пуковник Пантић и капетан Ненад Митровић састали са агентом Абвера Јозефом Матлом, кога су информисали да их је Михаиловић овластио да успоставе контакт са Миланом Недићем и немачком војском. Пантић и Митровић су од Немаца тражили оружје и муницију, као и да се не врше немачке казнене експедиције током предстојеће операције. Немачки одговор сутрадан био је да Немци желе лично да се виде са Михаиловићем и да му гарантују безбедност.
Ноћу између 28. и 29. октобра 1941. године, кад се враћао из Ужица, на путу за Шумадију, четници Вучка Игњатовића су у Ужичкој Пожеги извукли из воза партизанског руководиоца Милана Благојевића и убили исте ноћи.
Пре одсудне борбе на Трешњици, само два дана раније на простору Рибашевине и Карана, 12 km од Ужица дошло је до већих сукоба. После већих неспоразума на терену, партизански одреди су напали Рибашевачки и Карански четнички одред 29. и 30. октобра 1941. и поразили их.
Након овог инцидента, Врховна Команда Четничких одреда је донела одлуку да се нападне сам центар слободне партизанске територије, са центром у Ужицу.
У намери да осујети овакав покушај, Врховни штаб партизанских одреда наређује да се делови Ужичког НОП-а, Чачанског НОП-а и Драгачевског батаљона концентришу у правцу Трешњице и да бране прилазе Ужицу.
До одлучујуће борбе долази у свитај 2. новембра 1941. године на брду Трешњица, 5 km од Ужица.

## Распоред снага
Непосредно пред избијање грађанског рата долази до повлачења већих одреда са опсаде Краљева, где су ти одреди месец дана држали под блокадом град. Након разбијања Каранског и Рибашевског четничког одреда, створен је план напада на Ужице. План је разрадио Вучко Игњатовић. План напада на Ужице имао се одвијати по следећем распореду:
- Рибашевски четнички одред, под командом капетана Милоша Новаковића са 400 људи (Напад са Севера)
- Пожешки четнички одред, под командом капетана Вучка Игњатовића, око 1.600 људи (Напад са Истока)
- Златиборски четнички одред, под командом потпуковника Анрије Јевремовића, око 700 људи (Напад са Југа)
- Сеоске чете (Кремна, Мокра Гора, Шљивовица), око 250 људи (Напад са Запада)

Главни део напада је имао извршити Пожешки одред са око 1.600 људи. Координацијом плана руководио је капетан Милорад Митић, тада опуномоћени делегат четничке команде у Ужицу.
Врховни штаб сазнао је за овај четнички план и ухватио поруку где је писало да се сви наоружани четници сакупе у једној шуми, на 10 km од Ужица 1. новембра. Тако је дошло до организовање одбране. Још 30. октобра повучен је део Чачанског НОПО-а, који је учествовао у опсади Краљева. Око Ужица се налазио комплетни Ужички НОПО, којим је командовао Душан Јерковић. Из самог града, мобилисан је раднички батаљон и железничка чета.
Тако је партизански распоред био следећи:
- Ужички НОП одред, под командом Душана Јерковића, близу 2.500 бораца
- Чачански НОП одред, под командом Момчила Радосављевића, око 2.000 бораца
- Драгачевски батаљон, око 400 бораца, под командом Богдана Капелана
- Железничка и Одборска чета, око 500 бораца

Врховни штаб је успео пред одсудну битку да мобилише већи део грађанства Ужица, који су ступили у партизанске одреде. Само је један резервни батаљон остао да град брани од евентуалног напада из ваздуха.
Партизански штаб је према Златибору и Кремни послао познате партијски радници у овом крају, који су убеђивањем успели одврате мобилисане сељачке масе од грађанског рата. Четнички напад из Рибашевине и Карана на Драгачевски партизански батаљон 31. октобра из почетка је био успешан, пошто су партизани потиснути према Ужицу. Ипак, партизани су уз помоћ дела Ужичког партизанског одреда 1. новембра успели да одбаце четнике до Црнокосе и заробе њиховог команданта. Тако су до 1. новембра партизани неутралисали четнички напад са три стране.

## Битка
Последња и најбројнија четничка формација под командом Игњатовића кренула је у напад је из правца Пожеге 2. новембра у 3 сати ујутру. Пошто је очекивао напад са те стране, Врховни штаб је на узвишење Трешњицу, најподесније место за одбрану неколико километара испред града, упутио 1. ужичку чету, а 4. чету на Шерељ. Прве борбе су почеле пола сата касније, по кишном времену, када је Драгачевски партизански батаљон изненадио леву колону Пожешког четничког одреда, на пола пута између Горјана и Севојна. Колона је разбијена и повукла се назад у Пожегу.
Међутим, главни напад је извела средња и десна колона, пробијајући се према Трешњици.
Око 5 сати изјутра, у Ужицу су одзвањале сирене. Седница Народноослободилачког одбора је прекинута јер је стигла наредба да се сви мобилишу и упуте на Трешњици, где су се већ увелико водиле борбе.
Око 5.40 пред зградом Ужичке општине, појавио се командант Душан Јерковић и позивао народ да се супротстави четницима који су кренули на Ужице. За кратко време мобилисано је неколико батаљона и камионима упућено према Трешњици. Већ око 6 сати воде се тешке борбе на Трешњици између Ужичког НОП одреда и Драгачевског батаљона с једне, и десне и средње четничке колоне с друге стране.
Десна нападна колона заузима Трешњицу и омогућава Рибашевинском одреду да поново ступи у борбу. Затим је заузет Каран, али код Великог Метаљка долази до консолидације партизанских снага и до великог противудара који је одбацио четничке делове. После борбе на Трешњици, све партизанске јединице које су учествовале у тој борби гониле су четника све до Пожеге и Глумча.

## Последице
Да би што је могуће пре завршио отворени сукоб четника и партизана, започет још партизанским нападима на Каран и Рибашевину, пуковник Дража Михаиловић је написао наредбу, коју је потписао његов заменик, потпуковник Драгослав Павловић још 1. новембра да се све снаге које учествују у опсади Краљева повуку и упуте у правцу Пожеге.
Командант опсаде Краљева, мајор Радослав Ђурић ово наређење није извршио, па је иста наредба прослеђена капетану Јовану Дероку, начелнику штаба за опсаду Краљева, који је покушао да је изврши, али је већ било касно, јер је сукоб већ увелико почео.
Поред тога, упућени су и позиви командантима Церског четничког одреда, мајору Драгославу Рачићу и босанским четничким одредима, мајору Јездимиру Дангићу да помогну својим снагама у борби против партизана.
Неки историчари сматрају да је то било кобно по читав четнички покрет, јер је пропуштена прилика да се Народноослободилачки покрет уништи у свом зачетку и почетку устанка против окупатора.
Партизани су после две недеље непрекидних борби опколили четнички штаб на Равној гори. Партизани су од ликвидације Михаиловићевог штаба одустали након емисије Радио Москве у којој је Михаиловић наведен као вођа свих снага отпора у Србији. Тито је схватио да би борба против четника, и евентуална Михаиловићева смрт, могла Совјетском Савезу изазвати проблеме у односима са Великом Британијом. Због тога је наредио да се борбе обуставе и да се четницима пошаљу парламентарци на преговоре.